# She the People
She the People är en amerikansk komediserie vars första säsong hade premiär på Netflix den 22 maj 2025. Serien som består av 16 avsnitt är regisserad av Tyler Perry.

## Handling
Serien handlar om Mississippis första svarta viceguvernör som måste hantera sin galna familj och överlista en bakåtsträvande chef för att klara sig i den politiska världen.

## Rollista (i urval)
- Kevin Thoms – Jed Bonds
- Heather Alicia Simms – senator Grace
- Jo Marie Payton
- Terri J. Vaughn – Antoinette Dunkerson
- Jade Novah
- Tré Boyd